# Tapaz
Tapaz es un municipio filipino de primera clase, perteneciente a la provincia de Cápiz, en las Bisayas Occidentales.

## Historia
Hacia mediados del siglo XIX, el lugar formaba parte de la jurisdicción civil del pueblo de Dumalag. Aparece descrito en el segundo volumen del Diccionario geográfico, estadístico, histórico de las Islas Filipinas (1851) de Manuel Buzeta Núñez y Felipe Bravo con las siguientes palabras:

TAPAZ: visita del pueblo de Dumalag, en la isla de Panay, prov. de Capiz, dióc. de Cebú, sit. en los 126° 20' long. 11° 16' 30" lat., á la orilla de un rio, en terr. llano y clima algo cálido. Dista 1 ½ leg. al S. O. de su matriz, en cuyo ant. damos su pobl. prod. y trib.
(Buzeta y Bravo, 1851, p. 446)

En 2020, tenía censados 54 423 habitantes.